# Bat Country
 (juillet 2020).
Si vous disposez d'ouvrages ou d'articles de référence ou si vous connaissez des sites web de qualité traitant du thème abordé ici, merci de compléter l'article en donnant les références utiles à sa vérifiabilité et en les liant à la section « Notes et références ».
Bat Country est une chanson du groupe Avenged Sevenfold, qui est le premier single de l'album City of Evil. Il est inspiré du livre de Hunter S. Thompson, Las Vegas Parano, qui a été adapté au cinéma par Terry Gilliam. Elle a été certifiée disque de platine par la RIAA aux États-Unis,.

## Clip
Un clip vidéo est réalisé en 2005 par Marc Klasfeld.
Il commence sur une longue route du désert américain à bord d'une voiture, qui est ensuite attaquée par une horde de chauves-souris. Plusieurs évènements sont altérés dans les scènes, comme si la personne à la place de la caméra était droguée. Des scènes en intérieur, où le groupe joue le morceau, entouré par de voluptueuses femmes, sont également présentes. S'ensuit des scènes en plein Las Vegas, dans des casinos, cabarets, boîtes de Striptease. Ce clip vidéo contient quelques clin d’œils au film Las Vegas Parano notamment lors de l'attaque des chauves souris qui se produit aussi dans le film aussi lors du passage ou les deux droguées prennent l'autostoppeur (Tobey Maguire dans le film et Johnny Christ dans le clip). Il y a aussi un lien entre une réplique de Johnny Depp lors du passage avec l'autostoppeur " c'est le pays des chauves-souris " (Bat country) en anglais.
La chanson contient une phrase provenant de Samuel Johnson : "He who makes a beast [out] of himself, gets rid of the pain of being a man" Traduction : Celui qui fait de lui-même une bête se débarrasse des douleurs d'être un homme.
Le clip débute aussi de la même façon que le clip de Somebody to Love par Jefferson Airplanes.

## Jeux vidéo
La chanson Bat Country est présente dans Saints Row 2, Rock Band 2, SSX On Tour, NHL 2006, Guitar Hero: Warriors of Rock et dans Rocksmith 2014.